# Alfano di Camerota
Alfano di Camerota (... – 1182 circa) fu arcivescovo di Capua dal 1158 fino alla sua morte.
Amico intimo di papa Alessandro III, ricevette da costui nel 1163 una lettera che lo avvertiva di una congiura contro il re Guglielmo I di Sicilia.
Tramite suo nipote Florio di Camerota, Gran Giustiziere del Principato di Salerno, Alfano avvertì il re.
Il 1º marzo 1174 il papa confermò il titolo di metropolita per l'arcivescovo di Capua, la cui provincia ecclesiastica includeva le diocesi di Aquino, Caiazzo, Calvi, Carinola, Caserta, Isernia, Sessa, Teano e Venafro.
Come ambasciatore di Guglielmo II il Buono, nell'autunno del 1176 si recò in Inghilterra per negoziare il matrimonio di Giovanna, figlia di Enrico II, con Guglielmo II, allo scopo di creare un'alleanza fra gli Altavilla e i Plantageneti.
Durante il viaggio fu accompagnato da Richard Palmer, arcivescovo inglese di Messina, dal conte Roberto di Caserta e da suo nipote, Florio di Camerota, Gran Giustiziere.
La trattativa ebbe successo e il matrimonio - con la susseguente proclamazione di Giovanna quale regina di Sicilia - ebbe luogo il 18 febbraio 1177 a Palermo.
La sua esatta data di morte non è nota, tuttavia deve essere precedente al 13 marzo 1183, prima data rintracciabile sul successore, Matteo, come arcivescovo di Capua.